# 2006 en Pologne
Cette page recense tous les événements médiatiques important de l'année 2006 en Pologne.

## Titulaires

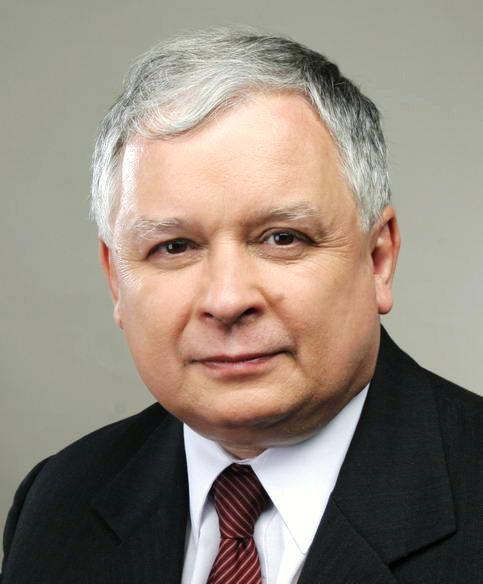
Lech Kaczyński

| Position          | Personne                | Parti Politique                                   | Remarques                |
| ----------------- | ----------------------- | ------------------------------------------------- | ------------------------ |
| Président         | Lech Kaczyński          | Indépendant (soutenu par la loi et la justice )   |                          |
| premier ministre  | Kazimierz Marcinkiewicz | Droit et justice                                  | Jusqu'au 16 juillet 2006 |
| premier ministre  | Jarosław Kaczyński      | Droit et justice                                  | Du 16 juillet 2006       |
| Maréchal du Sejm  | Marek Jurek             | Droit et Justice / Droit de la République         |                          |
| Maréchal du Sénat | Bogdan Borusewicz       | Indépendant (soutenu par le droit et la justice ) |                          |

## Événements

### Janvier
- 28 janvier – Effondrement du toit du Katowice Trade Hall . 65 morts, plus de 170 blessés.

### Juillet
- 24 juillet – L' ABC commence ses opérations.
- 28 juillet – Le président Lech Kaczyński appelle les États membres de l'UE à réintroduire la peine de mort. Cela met l’UE en colère[1],[2],[3].

### Septembre
- 3 septembre – Création du parti politique Gauche et Démocrates

### Novembre
- 12 novembre – Élections locales polonaises de 2006, premier tour
- 21 novembre – 23 mineurs sont morts dans une explosion dans la mine de charbon de Halemba.
- 26 novembre – Élections locales polonaises de 2006, deuxième tour

## Sport
- 2005-2006 Ekstraklasa
- 2006 Critérium Mieczysław Połukard des As des ligues polonaises de speedway
- Championnat polonais de speedway par paires 2006
- Ligue polonaise de basket-ball 2005-2006
- Saison 2005-2006 de la Polska Liga Hokejowa
- Saison PLFA 2006
- Championnats polonais de patinage artistique 2006
- Tour de Pologne 2006
- La Pologne aux Jeux olympiques d'hiver de 2006
- La Pologne aux Jeux paralympiques d'hiver de 2006

## Décès
- 18 janvier : Jan Twardowski
- 14 juillet : Aleksander Wojtkiewicz, grand maître d'échecs (né en 1963 )